# داون نیوز
داون نیوز (انگلیسی: Dawn News) شرکت رسانه‌ای پاکستانی است، که در سال ۲۰۰۷ تأسیس شد.